# Стів Таттл
Стів Таттл (англ. Steve Tuttle, нар. 5 січня 1966, Ванкувер) — колишній канадський хокеїст, що грав на позиції крайнього нападника.

## Ігрова кар'єра
Професійну хокейну кар'єру розпочав 1986 року.
1984 року був обраний на драфті НХЛ під 113-м загальним номером командою «Сент-Луїс Блюз». 
Професійну клубну ігрову кар'єру, що тривала 13 років, провів, захищаючи кольори команди «Сент-Луїс Блюз», а також низки клубів з ІХЛ та АХЛ.

## Травма Маларчука
22 березня 1989 року, коли «Баффало Сейбрс» приймали «Сент-Луїс Блюз», захисник «Баффало» Уве Крупп, легенда німецького хокею, вів боротьбу з «блюзменом» Стівом. Боротьба завершилася падінням обох на лід. Коли Крупп штовхнув Таттла, нога останнього здійнялася вгору й лезо ковзана потрапило точно на горло вороторя суперників Клінта Маларчука трохи нижче від воротарської маски, перерізавши яремну вену. Відразу після цього під Маларчуком почала з великою швидкістю збільшуватись пляма крові, яка фонтанувала з його шиї. Видовище було настільки жахливим, що дев'ять вболівальників на перших рядах знепритомніли, двох вхопив серцевий напад, а трьох хокеїстів, які перебували на льоду, тут же знудило.
Маларчука врятувала тільки оперативність фізіотерапевта «Баффало» Джима Піццутеллі. Той затиснув вену, допоміг воротареві дістатися до лавки запасних і підтрибунного приміщення. Працівники арени взялися прибирати з льоду калюжі крові, для чого довелося переморожувати лід. Після цього матч продовжився і «Сент-Луїс» святкував перемогу з мінімальним рахунком 2:1.

## Статистика
| Сезон        | Клуб                          | Ліга         | Регулярний сезон | Регулярний сезон | Регулярний сезон | Регулярний сезон | Регулярний сезон | Плей-оф | Плей-оф | Плей-оф | Плей-оф | Плей-оф |
| Сезон        | Клуб                          | Ліга         | І                | Г                | П                | О                | ШХ               | І       | Г       | П       | О       | ШХ      |
| ------------ | ----------------------------- | ------------ | ---------------- | ---------------- | ---------------- | ---------------- | ---------------- | ------- | ------- | ------- | ------- | ------- |
| 1983-84      | «Річмонд Сокейс»              | БКХЛ         | 46               | 46               | 34               | 80               | 22               |         |         |         |         |         |
| 1984-85      | Університет Вісконсин-Медісон | НКАА         | 28               | 3                | 4                | 7                | 0                |         |         |         |         |         |
| 1985-86      | Університет Вісконсин-Медісон | НКАА         | 30               | 2                | 10               | 12               | 2                |         |         |         |         |         |
| 1986-87      | Університет Вісконсин-Медісон | НКАА         | 42               | 31               | 21               | 52               | 14               |         |         |         |         |         |
| 1987-88      | Університет Вісконсин-Медісон | НКАА         | 45               | 27               | 39               | 66               | 18               |         |         |         |         |         |
| 1988-89      | «Сент-Луїс Блюз»              | НХЛ          | 53               | 13               | 12               | 25               | 6                | 6       | 1       | 2       | 3       | 0       |
| 1989-90      | «Сент-Луїс Блюз»              | НХЛ          | 71               | 12               | 10               | 22               | 4                | 5       | 0       | 1       | 1       | 2       |
| 1990-91      | «Сент-Луїс Блюз»              | НХЛ          | 20               | 3                | 6                | 9                | 2                | 6       | 0       | 3       | 3       | 0       |
| 1990-91      | «Пеорія Райвермен»            | ІХЛ          | 42               | 24               | 32               | 56               | 8                | --      | --      | --      | --      | --      |
| 1991-92      | «Пеорія Райвермен»            | ІХЛ          | 71               | 43               | 46               | 89               | 22               | 10      | 4       | 8       | 12      | 4       |
| 1992-93      | «Галіфакс Цитаделс»           | АХЛ          | 22               | 11               | 17               | 28               | 2                | --      | --      | --      | --      | --      |
| 1992-93      | «Мілвокі Едміралс»            | ІХЛ          | 51               | 27               | 34               | 61               | 12               | 4       | 0       | 2       | 2       | 2       |
| 1993-94      | «Мілвокі Едміралс»            | ІХЛ          | 78               | 27               | 44               | 71               | 34               | 4       | 0       | 2       | 2       | 4       |
| 1994-95      | «Мілвокі Едміралс»            | ІХЛ          | 21               | 3                | 1                | 4                | 8                | --      | --      | --      | --      | --      |
| 1994-95      | «Пеорія Райвермен»            | ІХЛ          | 38               | 14               | 13               | 27               | 14               | --      | --      | --      | --      | --      |
| 1995-96      | «Мілвокі Едміралс»            | ІХЛ          | 81               | 32               | 35               | 67               | 36               | 5       | 1       | 2       | 3       | 0       |
| 1996-97      | «Мілвокі Едміралс»            | ІХЛ          | 71               | 25               | 19               | 44               | 20               | 3       | 1       | 1       | 2       | 2       |
| 1997-98      | «Мілвокі Едміралс»            | ІХЛ          | 37               | 7                | 6                | 13               | 26               | 10      | 3       | 4       | 7       | 2       |
| Усього в НХЛ | Усього в НХЛ                  | Усього в НХЛ | 144              | 28               | 28               | 56               | 12               | 17      | 1       | 6       | 7       | 2       |